# ماي ميرسير
ماي ميرسير (بالإنجليزية: Mae Mercer)‏ هي ممثلة أمريكية، ولدت في 12 يونيو 1932 بروكي ماونت في الولايات المتحدة، وتوفيت في 29 أكتوبر 2008 في الولايات المتحدة.

## أعمال

### أفلام
- (1978) طفلة جميلة

## وصلات خارجية
- ماي ميرسير على موقع IMDb (الإنجليزية)
- ماي ميرسير على موقع ألو سيني (الفرنسية)
- ماي ميرسير على موقع أول موفي (الإنجليزية)
- ماي ميرسير على موقع قاعدة بيانات الأفلام السويدية (السويدية)
- ماي ميرسير على موقع ديسكوغز (الإنجليزية)
- ماي ميرسير على موقع قاعدة بيانات الفيلم (الإنجليزية)
- ماي ميرسير على موقع كينوبويسك (الروسية)